# Mytileense Opstand
De Mytileense Opstand was een gebeurtenis tijdens de Peloponnesische Oorlog waarbij Mytilene probeerde het eiland Lesbos te verenigen onder zijn controle in de opstand tegen Athene. In 428 v.Chr. planden de machthebbers in Mytilene een rebellie in samenwerking met Sparta, Boeotië, en heel wat andere steden op het eiland zelf, en ze bereidden de opstand voor door de stad te versterken en legden voedselvoorraden aan voor de oorlog. Deze voorbereidingen werden onderbroken door de Atheense vloot, die over het complot was geïnformeerd, en de Mytileniërs zonden ambassadeurs naar Athene om een regeling te bespreken, maar stuurden ondertussen ook een geheime ambassade naar Sparta om hulp te vragen.
De poging om een akkoord te bereiken met Athene viel tegen, omdat de Atheners weigerden dat hun loyale bondgenoot Methymna onderworpen zou worden door de Mytileniërs, en de Atheense vloot blokkeerde Mytilene via de zee. Sparta ging akkoord om hulp te sturen en maakte een vloot klaar. Ondertussen liet de aankomst van 1.000 Atheense hoplieten de Atheners toe om Mytilene volledige te ommuren met een belegeringsmuur. Toen Sparta eindelijk een vloot had verzameld in 427 v.Chr. vertrok het zo voorzichtig en met zoveel vertraging dat deze maar op Lesbos aankwam toen Mytilene zich al had overgegeven.
In de nasleep van de overgave van de Mytileniërs, nam er een debat plaats in Athene over hun lot. Een factie, geleid door Cleon, stelde voor om alle mannen in de stad te executeren en om de vrouwen en kinderen tot slaaf te maken. Een andere factie stelde echter voor om enkel de ergste onruststokers te executeren. Het bevel om alle mannen te executeren werd uitgeroepen op de eerste dag maar werd de volgende dag opnieuw herroepen. Uiteindelijk werd de volledige stad gespaard, maar 1.000 onruststokers werden geëxecuteerd zonder een proces.